# Nattaporn Phanrit
Nattaporn Phanrit (thail. ณัฐพร พันธุ์ฤทธิ์; Nakhon Sawan, 11 gennaio 1982) è un calciatore thailandese, difensore.

## Carriera

### Club
Phanrit vestì le maglie di TTM Phichit (con cui vinse un campionato), Buriram PEA e Chonburi, prima di passare al Muangthong United. Qui, vinse due edizioni consecutive del campionato thailandese.

### Nazionale
Conta 70 presenze per la Thailandia. Fece parte della squadra che partecipò alla Coppa d'Asia 2007.

## Palmarès

### Club

#### Competizioni nazionali
- Campionato thailandese: 3

TTM Phichit: 2004-2005
Muangthong United: 2009, 2010
- Kor Royal Cup: 1

Chonburi: 2008

### Nazionale
- VFF Cup: 1

2008

### Individuale
- Difensore dell'anno: 1

2008